# آرثر فاريل
آرثر فاريل (بالإنجليزية: Arthur Farrell)‏ (1 نوفمبر 1920 - 20 سبتمبر 2000) هو لاعب كرة قدم بريطاني (وحمل سابقاً جنسية المملكة المتحدة لبريطانيا العظمى وأيرلندا) في مركز قلب الدفاع. لعب مع نادي سكاربورو ونادي برادفورد بارك أفنيو.